# Jesper Strömblad

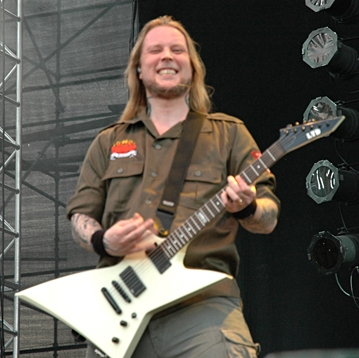
Jesper Strömblad (2006)

Jesper Strömblad (* 28. November 1972) ist ein schwedischer Musiker und Songwriter. Er war bis 2010 Gitarrist der Metal-Band In Flames, die er 1990 gründete.

## Leben
Er lebt in Göteborg. Strömblad begann im Alter von vier Jahren mit dem Musizieren, wobei er bis zu seinem zwölften Lebensjahr Geige spielte. Als er die Geige nicht mehr als „cooles“ Instrument ansah, wechselte er stattdessen zum Gitarrenspiel. Obwohl er Linkshänder war, lernte er, mit der rechten Hand Gitarre zu spielen. 2015 gab Strömblad bekannt, an Angstproblemen und Depressionen zu leiden. Da diese oftmals zu Alkoholkonsum und weiteren Problemen führten, sei er in Behandlung. Die Probleme gebe es bereits seit über 20 Jahren.

## Karriere
Strömblad spielte von 1993 bis 1997 bei Hammerfall Schlagzeug. Seine erste Band Ceremonial Oath gab Strömblad 1994 auf, um sich In Flames und Hammerfall zu widmen. In seiner Karriere spielte er auch für Dimension Zero und Sinergy. Außerdem hatte er einen Gastauftritt bei der Band Annihilator und war session Musiker bei Nightrage. Zusammen mit seinen ehemaligen Bandkollegen Björn Gelotte und Daniel Svensson bildete er das Produktionsteam „H.O.R.D.E.“. In Flames blieb bis 2010 seine Hauptband, welche er als Gitarrist und Songwriter maßgeblich prägte. Seit 2011 spielt er in der Death-Metal-Band The Resistance zusammen mit seinem ehemaligen In-Flames-Kollegen Glenn Ljungström. Bei der Jubiläumsshow zum 20-jährigen Bestehen seiner ehemaligen Band Hammerfall auf dem Wacken Open Air 2014 hatte Strömblad einen Gastauftritt. Zwei Jahre später gründete er zusammen mit dem ehemaligen Amaranthe-Sänger Joacim Lundberg die Band Cyhra. 2019 gründete er gemeinsam mit anderen ehemaligen In-Flames-Mitgliedern die Band The Halo Effect. Da Strömblad bis heute leider nicht in der Lage ist zu Touren, übernimmt Patrick Jensen bei Live Auftritten von "The Halo Effect" Strömblads Gitarrenparts neben Niclas Engelin.

## Equipment
Er spielt überwiegend Gitarren die der Explorer Form zuzuordnen sind. Hierzu zählten bis heute diverse Explorer Modelle von Gibson, wie z. B. die Voodoo Explorer oder die Explorer Gothic II. Ab und an wurden auch Flying V Modelle der genannten Serien genutzt. Vom Hersteller ESP / LTD besitzt und spielt Strömblad diverse Modelle. Hervorzuheben ist hier die pre -lawsuit Explorer MX250, mehrere LTD EX Modelle in schwarz und weiß und natürlich sein von ESP Mitte der 2000er designtes eigenes Signature Modell. Hierbei handelte es sich um einen modernen EX shape von ESP in schwarz mit reversed Headstock und nur einem Pickup. (der EMG81 in der Steg Position). Die Gitarre hat im Griffbrett diverse Einlagen des ehemaligen Bandlogos von In Flames. Zudem ist im 12. Bund der Schriftzug "In Flames" zu lesen. Nach der In Flames Ära, hatte Strömblad einen kurzen Endorsement Deal mit der Firma Cort Guitars. Aktuell sieht man Strömblad sehr oft mit schwarzen und weißen Modellen der Snakebyte Serie von ESP/LTD. Zusätzlich nutzt er auch die Vulture (V) Modelle aus gleichnamiger Serie von ESP / LTD. Im Studiobereich und während Pre-Production Sessions ist er auch oft mit einer ESP/LTD JH-600 "Jeff Hanneman Signature" zu sehen. Im Bereich Gitarrenverstärker setzt Strömblad neben diversen anderen Modellen immer wieder auf den Peavey-5150-Verstärker. Kaum ein anderer Verstärker verkörpert so sehr den "Göteborg Sound", den Strömblad mit seinem Gitarrenspiel ab den 90er Jahren maßgeblich geprägt hat.

## Diskografie
| mit In Flames - 1994: Lunar Strain - 1996: The Jester Race - 1997: Whoracle - 1999: Colony - 2000: Clayman - 2002: Reroute to Remain - 2004: Soundtrack to Your Escape - 2006: Come Clarity - 2008: A Sense of Purpose | mit Ceremonial Oath - 1993: The Book of Truth mit Cyhra mit The Halo Effect | mit The Resistance - 2013: Scars mit Sinergy - 1999: Beware the Heavens |